# Magneuptychia fugitiva
Espèce
Magneuptychia fugitiva est une espèce d'insectes lépidoptères (papillons) de la famille des Nymphalidae, de la sous-famille des Satyrinae et du genre Magneuptychia.

## Dénomination
Magneuptychia fugitiva a été décrit par Gerardo Lamas (d) en 1997.

### Noms vernaculaires
Magneuptychia fugitiva se nomme Fugitiva Satyr en anglais.

## Description
Magneuptychia fugitiva est un papillon au dessus de couleur marron avec à l'aile postérieure deux ocelles discrets, un proche de l'apex et un proche de l'angle anal.
Le revers est beige rayé de plus foncé avec à l'apex de l'aile antérieure un ocelle noir doublement pupillé et à l'aile postérieure une ligne submarginale d'ocelles dont ceux proche de l'apex et proche de l'angle anal sont noirs doublement pupillés.

## Écologie et distribution
Magneuptychia fugitiva est présent en Équateur et au Surinam,.

### Protection
Pas de statut de protection particulier.